# Бета II
Бета (Бетараджа) II (тел. రెండవ బేతరాజు; д/н–1108) — нріпаті Держави какатіїв в 1075/1076—1108 роках. Відомий також як Трібгуванамалла.

## Життєпис
Син Проли I. Посів трон 1075 або 1076 року. Брав участь у військовій кампанії Вікрамадітьї проти свого брата Сомешвари II, магараджахіраджи держави Західних Чалук'їв. Переніс столицю держави до Анмаконди, поблизу Оругаллу.
Здійснив вдалий похід проти Маюрагірі, де панувала одна з гілок династії Раштракутів. Воював також проти клану Редді. Приєднав мандали Кораві та Саббірай.
Помер близько 1108 року. Йому спадкував старший син Дургараджа.